# Lucien Guiguet
Lucien Guiguet (Cherchell, 26 de setembro de 1942) é um ex-pentatleta francês. 

## Carreira
Lucien Guiguet representou seu país nos Jogos Olímpicos de 1968, na qual conquistou a medalha de bronze, por equipes. 